# Die, Die My Darling
Die, Die My Darling è il sesto singolo del gruppo musicale statunitense Misfits, pubblicato nel maggio 1984 dalla Plan 9 Records.

## Descrizione
Il titolo  Die! Die! My Darling! è ripreso da un film statunitense del 1965 della Hammer Film Productions, uscito in Italia con il titolo di Una notte per morire.
Il brano venne pubblicato come singolo nove mesi dopo la riunione della band nell'ottobre 1983. Venne registrata nell'agosto 1981 durante le sessioni dell'album Walk Among Us ma non venne mai inclusa nell'album. Successivamente venne remixata e inclusa nella versione internazionale dell'album Earth A.D./Wolfs Blood. La copertina del singolo è stata ripresa da quella del numero di novembre 1953 dell'antologia di fumetti horror Chamber of Chills.

## Tracce
Lato A
1. Die, Die My Darling – 3:11

Lato B
1. We Bite – 1:15
2. Mommy, Can I Go Out and Kill Tonight? – 2:03

## Formazione
- Glenn Danzig – voce
- Doyle Wolfgang von Frankenstein – chitarra
- Jerry Only – basso
- Arthur Googy – batteria

## Cover
Nel 1998 i Metallica realizzarono una propria versione del brano, pubblicandola come singolo l'anno seguente. Con il nome del brano è intitolata una tribute band dei Misfits, che ha tra i componenti alcuni membri dei Bleeding Through e degli Eighteen Visions. 